# Консидия
Вижте пояснителната страница за други личности с името Консидия.
Консидия (на латински: Considia) е римлянка през 1 век.
Произлиза от фамилията Консидии. Консидия е съпруга на Марк Сервилий Нониан, син на Марк Сервилий (консул 3 г.). Той е историк, оратор, консул 35 г. и умира през 59 г. по времето на Нерон. Двамата имат дъщеря Сервилия Консидия, която се омъжва за Квинт Марций Барей Соран (консул 52 г.) и е майка на Марция Сервилия.